# Zenetta di Quarto
Lo Zenetta di Quarto, detto anche più comunemente solo Zenetta, è un piccolo canale di bonifica della provincia di Bologna.
Nasce nei pressi della località chiesa di Villanova, frazione del comune di Castenaso, a 48 metri di altitudine, in una zona ricca  di risorgive appenniniche. Scorre poi con un corso prevalentemente rivolto a nord-ovest, bagnando Quarto inferiore (da cui il nome), frazione del comune di Granarolo dell'Emilia, per infine gettarsi nel canale Savena abbandonato presso Lovoleto.
Ha un regime piuttosto regolare per essere un canale di bonifica, grazie al fatto di possedere una sorgente propria; viene spesso utilizzato a scopi irrigui, e funge anche da collettore tra i vari canali della pianura per merito della sua principale derivazione, il canale Zena superiore.